# Postbauer-Heng
Postbauer-Heng er en købstad (markt) i Landkreis Neumarkt in der Oberpfalz i Oberpfalz i den tyske delstat Bayern. Dobbeltnavnet kommer af to tidligere selvtændige kommuner Postbauer og Heng, der blev lagt sammen i forbindelse med områdereformen i 1971.

## Geografi
Postbauer-Heng ligger i den vestlige del af Oberpfalz mellem Nürnberg og Regensburg (ca. 8 km vest for Neumarkt in der Oberpfalz).
Hovedbyen Postbauer-Heng ligger ved foden af Dillberg, der med 595 m er det højeste punkt i kommunen. Dillberg danner grænse mellem Oberpfalz og Mittelfranken; Samtidig er det en del af det Europæiske vandskel.

### Inddeling
I kommunen Postbauer-Heng ligger ud over Postbauer-Heng, landsbyerne An der Heide, Brandmühle, Buch, Dillberg, Kemnath, Köstlbach, Kothmühle, Pavelsbach og Wurzhof. Den nutidige Postbauer-Heng er vokset sammen af de tidligere landsbyer Heng og Postbauer.
| Bydel            | Indbyggere (1. januar 2008) | Indbyggere (31. december 2008) | +/- (2008) |
| ---------------- | --------------------------- | ------------------------------ | ---------- |
| Postbauer-Heng   | 4.357                       | 4.315                          | - 42       |
| Kemnath          | 1.643                       | 1.631                          | - 12       |
| Pavelsbach       | 918                         | 907                            | - 11       |
| Buch und Wurzhof | 214                         | 216                            | + 2        |
| Köstlbach        | 147                         | 146                            | - 1        |
| Dillberg         | 103                         | 103                            | 0          |
| An der Heide     | 46                          | 52                             | + 6        |
| Total            | 7.428                       | 7.370                          | - 58       |

### Nabokommuner
Nabokommuner er (med uret fra nord) : Berg bei Neumarkt in der Oberpfalz, Neumarkt in der Oberpfalz, Berngau, Freystadt, Pyrbaum og Burgthann.